# Teretoctopus alcocki
Teretoctopus alcocki — вид восьминогів родини Octopodidae. Вид поширений на півночі Індійського океану.